# Xã Orthel, Quận Hancock, Iowa
Xã Orthel (tiếng Anh: Orthel Township) là một xã thuộc quận Hancock, tiểu bang Iowa, Hoa Kỳ. Năm 2010, dân số của xã này là 221 người.